# Klanderan
Klanderan is een bestuurslaag in het regentschap Kediri van de provincie Oost-Java, Indonesië. Klanderan telt 2568 inwoners (volkstelling 2010).